# Сельское поселение «Деревня Погореловка» (Перемышльский район)
Сельское поселение «Деревня Погореловка» — муниципальное образование в составе Перемышльского района Калужской области России.
Центр — деревня Погореловка.

## Население
| 2010 | 2012 | 2013 | 2014 | 2015 | 2016 | 2017 | 2018 | 2019 |
| ---- | ---- | ---- | ---- | ---- | ---- | ---- | ---- | ---- |
| 239  | ↘234 | ↘227 | ↘223 | ↗225 | ↗229 | ↗262 | ↘258 | ↘247 |
| 2020 | 2021 |      |      |      |      |      |      |      |
| ↘241 | ↗288 |      |      |      |      |      |      |      |

## Состав
В поселение входят 5 населённых мест:
| № | Населённый пункт | Тип населённого пункта          | Население |
| - | ---------------- | ------------------------------- | --------- |
| 1 | Ждановка         | деревня                         | ↗10       |
| 2 | Колышово         | деревня                         | ↗5        |
| 3 | Петровское       | деревня                         | ↘17       |
| 4 | Погореловка      | деревня, административный центр | ↗177      |
| 5 | Синятино         | деревня                         | ↗30       |